# The Heart of a Clown
The Heart of a Clown è un cortometraggio muto del 1909 diretto da Edwin S. Porter e interpretato da Florence Turner e da Charles Ogle.

## Produzione
Il film fu prodotto dalla Edison Manufacturing Company.

## Distribuzione
Distribuito dalla Edison Manufacturing Company, il film - un cortometraggio di 169 metri - uscì nelle sale cinematografiche degli Stati Uniti il 30 novembre 1909. Nelle proiezioni, veniva programmato con il sistema dello split reel, accorpato in un'unica bobina con un altro cortometraggio prodotto dalla Edison, il documentario The Wonderful Electro-Magnet.
Non si conoscono copie ancora esistenti della pellicola che viene considerata presumibilmente perduta.